# Al Hamra Tower
Al Hamra Tower er et højhus i Kuwait City, Kuwait. Bygningen bliver 412,6 meter høj og vil have 77 etager. Konstruktionen begyndte i slutningen af 2005, og skal være færdigbygget i 2011. Al Hamra Tower får et areal på 195.000 kvadrat meter, og bliver bygget af Ahmadiah Contracting and Trading Company. Ajial Real Estate Entertainment Co. er dets ejer, og Skidmore, Owings and Merrill er arkitektfirmaet. Bygningen er kalkuleret til at koste $ 372.000.000,--

## Fakta
Al Hamra Tower har en 24 meter høj lobby og 41 elevatorer. Bygningen har også:
- seks etager med detailhandel
- en have på taget
- det største erhvervscentrum i Kuwait
- en Sky Lounge restaurant.
- en 11 etagers parkeringskælder.[7]